# Béroul
Béroul fue un poeta normando del siglo XII, autor del poema Tristán, una versión en lengua normanda de la leyenda de Tristán e Isolda, de la cual se han conservado cierto número de fragmentos (aproximadamente 3000 versos). Es la representación más temprana de la tan llamada versión "vulgar" de la leyenda. Eilhart von Oberge escribió un tratado en alemán y muchos de los episodios de Béroul que no figuran en la reaparición en prosa de "Tristán" de Tomás de Bretaña.
Béroul supo plasmar en su obra un arduo problema jurídico y moral para la época, ya que ambas cuestiones no podían ir separadas, por lo que se enfocó en dar la razón al idilio de los jóvenes amantes, centrándose en demostrar durante la narración que la postura de Tristán y la bella princesa era la correcta y verdadera, mostrando así el punto de identificación que el lector debía adoptar con la narrativa. Como particularidad, procura no estigmatizar la figura del juez que acabará compartiendo el punto de vista de los amantes, y añade un toque religioso excepcional en la época, que Dios está de parte de ellos.